# マリア・クリスティーナ・デ・ボルボン (1833-1902)
マリア・クリスティーナ・デ・ボルボン・イ・ボルボン＝ドス・シシリアス（María Cristina de Borbón y Borbón-Dos Sicilias, 1833年6月5日 - 1902年1月19日）は、スペインの王族、スペイン王女（Infanta de España）。スペイン王カルロス4世の孫娘で、同族のスペイン王子・ポルトガル王子セバスティアン・ガブリエルと結婚した。

## 生涯
マリア・クリスティーナはカディス公フランシスコ・デ・パウラとその妻で両シチリア王フランチェスコ1世の娘であるルイサ・カルロッタの間の五女として生まれた。全名はマリア・クリスティーナ・イサベル・ブラシア・ボナ・ビータ・ルトガルダ・ロマーナ・フダス・タデア・アルベルタ・ホセーファ・アナ・ホアキーナ・ロス・ドルセ・アポストレス・ボニファシア・ドミニカ・ビビアーナ・ベロニカ（Maria Cristina Isabel Blasia Bona Vita Lutgarda Romana Judas Tadea Alberta Josefa Ana Joaquina Los Dolce Apostoles Bonifacia Dominica Bibiana Veronica）。長兄のフランシスコ・デ・アシスは従姉の女王イサベル2世の夫君となった。
1860年11月19日、マリア・クリスティーナはマドリード王宮において、同族のスペイン王子・ポルトガル王子セバスティアン・ガブリエルと結婚した。夫セバスティアンの最初の妻、両シチリア王女マリーア・アマーリア（1818年 - 1857年）はマリア・クリスティーナの叔母であり、またセバスティアンとマリア・クリスティーナは従甥と従叔母の血縁同士でもあった。夫妻は間に5人の息子をもうけた。
セバスティアンは継父のモリナ伯爵カルロスとその支持者たちが起こした第1次カルリスタ戦争でカルリスタ軍の司令官を務め、反乱が失敗した後は国外に亡命していた。また反乱の指導者の一人として、1837年にはスペイン王位継承権および「スペイン王子」の称号を剥奪されていた。セバスティアンは1859年にイサベル2世の政府に帰順してスペインに帰国し、イサベル2世の従姉かつ義妹であるマリア・クリスティーナを娶ることで、スペイン王家の一員に戻ると同時に「スペイン王子」の称号を回復した。またセバスティアンが「ポルトガル王子」の称号を持つため、マリア・クリスティーナも結婚により「ポルトガル王女」の称号を得た。
1868年にスペインの王制が倒れた後、マリア・クリスティーナと家族はピレネー山麓のポーに逃れた。1875年に夫を亡くしたマリア・クリスティーナはスペインに戻り、1902年に亡くなるまでマドリードでひっそりと暮らした。彼女の遺骸はエル・エスコリアル修道院に安置されている。

## 子女
夫セバスティアン・ガブリエルとの間に5人の息子をもうけた。
- フランシスコ・マリア（スペイン語版）（1861年 - 1923年） - マルチェナ公爵
- ペドロ・デ・アルカンタラ（スペイン語版）（1862年 - 1892年） - ドゥルカル公爵
- ルイス・デ・ヘスース（スペイン語版）（1864年 - 1889年） - アンソラ公爵
- アルフォンソ・マリア（1866年 - 1934年）
- ガブリエル・ヘスース（1869年 - 1889年）